# スコーネ地方
スコーネ地方（スコーネちほう、Skåne [ˈskôːnɛ] ( 音声ファイル)）はスウェーデン南部イェータランドの地方の1つ。